# 伊万·马斯连尼科夫
伊万·伊万诺维奇·马斯连尼科夫（俄语：Ива́н Ива́нович Ма́сленников，1900年9月3日（16日）—1954年4月16日）苏联军人、陆军大将。1953年拉夫连季·帕夫洛维奇·贝利亚被捕后，审查贝利亚问题委员会主席伊万·斯捷潘诺维奇·科涅夫借题发挥，算以前的旧账，审查他为贝利亚帮，结果他饮弹自尽。

## 生平
1900年，出生。
1917年，参加赤卫队。
1918年，参加苏军。
1924年，入党。
1928年，任边防部队机动群群长和花拉子模骑兵第11团团长。
1935年，毕业于伏龙芝军事学院。
1939年，任内务部副人民委员兼内务部队司令。
1941年，任西方面军和加里宁方面军第29集团军、第39集团军司令。
1942年，任外高加索方面军北军队集群司令、北高加索方面军中将司令。
1943年，任沃尔霍夫方面军副司令、西南方面军副司令、乌克兰第3方面军副司令、第42集团军司令。
1944年，任列宁格勒方面军副司令、波罗的海沿岸第3方面军司令。
1945年，任驻远东苏军副总司令、巴库军区司令、南高加索军区司令。
1948年，任内务部副部长。
1953年，贝利亚被捕后，遭到审查。
1954年，吞枪自尽。